# НБА в сезоні 2017–2018
Сезон НБА 2017–2018 був 72-им сезоном в Національній баскетбольній асоціації. Переможцями сезону стали «Голден-Стейт Ворріорс», які здолали у фінальній серії «Клівленд Кавальєрс» з рахунком 4:0 і захистили чемпіонський титул попереднього сезону. Для «Ворріорс» перемога стала шостою в історії франшизи та третьою за останні чотири роки.

## Регламент змагання
Участь у сезоні брали 30 команд, розподілених між двома конференціями — Східною і Західною, кожна з яких у свою чергу складалася з трьох дивізіонів.
По ходу регулярного сезону кожна з команд-учасниць провела по 82 гри (по 41 грі на власному майданчику і на виїзді). При цьому з командами свого дивізіону проводилося по чотири гри, із шістьома командами з інших дивізіонів своєї конференції — теж по чотири гри, а з рештою чотирма командами своєї конференції — по три. Нарешті команди з різних конференцій проводили між собою по два матчі.
До раунду плей-оф виходили по вісім найкращих команд кожної з конференцій, причому переможці дивізіонів посідали місця угорі турнірної таблиці конференції, навіть при гірших результатах, ніж у команд з інших дивізіонів, які свої дивізіони не виграли. Плей-оф відбувався за олімпійською системою, за якою найкраща команда кожної конференції починала боротьбу проти команди, яка посіла восьме місце у тій же конференції, друга команда конференції — із сьомою, і так далі. В усіх раундах плей-оф переможець кожної пари визначався в серії ігор, яка тривала до чотирьох перемог однієї з команд.
Чемпіони кожної з конференцій, що визначалися на стадії плей-оф, для визначення чемпіона НБА зустрічалися між собою у Фіналі, що складався із серії ігор до чотирьох перемог.

## Регулярний сезон
Регулярний сезон тривав з 17 жовтня 2017 – 11 квітня 2018, найкращий результат по його завершенні мали «Х'юстон Рокетс».

### Підсумкові таблиці за дивізіонами
| Атлантичний дивізіон              | В  | П  | %П   | Відст | Дом   | Гост  | Див  | І  |
| --------------------------------- | -- | -- | ---- | ----- | ----- | ----- | ---- | -- |
| c – «Торонто Репторз»             | 59 | 23 | .720 | 0.0   | 34–7  | 25–16 | 12–4 | 82 |
| x – «Бостон Селтікс»              | 55 | 27 | .671 | 4.0   | 27–14 | 28–13 | 12–4 | 82 |
| x – «Філадельфія Севенті-Сіксерс» | 52 | 30 | .634 | 7.0   | 30–11 | 22–19 | 9–7  | 82 |
| «Нью-Йорк Нікс»                   | 29 | 53 | .354 | 30.0  | 19–22 | 10–31 | 6–10 | 82 |
| «Бруклін Нетс»                    | 28 | 54 | .341 | 31.0  | 15–26 | 13–28 | 1–15 | 82 |

| Південно-Східний дивізіон | В  | П  | %П   | Відст | Дом   | Гост  | Див  | І  |
| ------------------------- | -- | -- | ---- | ----- | ----- | ----- | ---- | -- |
| y – «Маямі Гіт»           | 44 | 38 | .537 | 0.0   | 26–15 | 18–23 | 11–5 | 82 |
| x – «Вашингтон Візардс»   | 43 | 39 | .524 | 1.0   | 23–18 | 20–21 | 8–8  | 82 |
| «Шарлотт Горнетс»         | 36 | 46 | .439 | 8.0   | 21–20 | 15–26 | 11–5 | 82 |
| «Орландо Меджик»          | 25 | 57 | .305 | 19.0  | 17–24 | 8–33  | 5–11 | 82 |
| «Атланта Гокс»            | 24 | 58 | .293 | 20.0  | 16–25 | 8–33  | 5–11 | 82 |

| Центральний дивізіон     | В  | П  | %П   | Відст | Дом   | Гост  | Див  | І  |
| ------------------------ | -- | -- | ---- | ----- | ----- | ----- | ---- | -- |
| y – «Клівленд Кавальєрс» | 50 | 32 | .610 | 0.0   | 29–12 | 21–20 | 11–5 | 82 |
| x – «Індіана Пейсерз»    | 48 | 34 | .585 | 2.0   | 27–14 | 21–20 | 10–6 | 82 |
| x – «Мілвокі Бакс»       | 44 | 38 | .537 | 6.0   | 25–16 | 19–22 | 6–10 | 82 |
| «Детройт Пістонс»        | 39 | 43 | .476 | 11.0  | 25–16 | 14–27 | 9–7  | 82 |
| «Чикаго Буллз»           | 27 | 55 | .329 | 23.0  | 17–24 | 10–31 | 4–12 | 82 |

| Південно-Західний дивізіон | В  | П  | %П   | Відст | Дом   | Гост  | Див  | І  |
| -------------------------- | -- | -- | ---- | ----- | ----- | ----- | ---- | -- |
| z – «Х'юстон Рокетс»       | 65 | 17 | .793 | 0.0   | 34–7  | 31–10 | 12–4 | 82 |
| x – «Нью-Орлінс Пеліканс»  | 48 | 34 | .585 | 17.0  | 24–17 | 24–17 | 9–7  | 82 |
| x – «Сан-Антоніо Сперс»    | 47 | 35 | .573 | 18.0  | 33–8  | 14–27 | 9–7  | 82 |
| «Даллас Маверікс»          | 24 | 58 | .293 | 41.0  | 15–26 | 9–32  | 5–11 | 82 |
| «Мемфіс Ґріззліс»          | 22 | 60 | .268 | 43.0  | 16–25 | 6–35  | 5–11 | 82 |

| Північно-Західний дивізіон    | В  | П  | %П   | Відст | Дом   | Гост  | Див  | І  |
| ----------------------------- | -- | -- | ---- | ----- | ----- | ----- | ---- | -- |
| y – «Портленд Трейл-Блейзерс» | 49 | 33 | .598 | 0.0   | 28–13 | 21–20 | 9–7  | 82 |
| x – «Оклахома-Сіті Тандер»    | 48 | 34 | .585 | 1.0   | 27–14 | 21–20 | 5–11 | 82 |
| x – «Юта Джаз»                | 48 | 34 | .585 | 1.0   | 28–13 | 20–21 | 7–9  | 82 |
| x – «Міннесота Тімбервулвз»   | 47 | 35 | .573 | 2.0   | 30–11 | 17–24 | 10–6 | 82 |
| «Денвер Наггетс»              | 46 | 36 | .561 | 3.0   | 31–10 | 15–26 | 9–7  | 82 |

| Тихоокеанський дивізіон     | В  | П  | %П   | Відст | Дом   | Гост  | Див  | І  |
| --------------------------- | -- | -- | ---- | ----- | ----- | ----- | ---- | -- |
| y – «Голден-Стейт Ворріорс» | 58 | 24 | .707 | 0.0   | 29–12 | 29–12 | 13–3 | 82 |
| «Лос-Анджелес Кліпперс»     | 42 | 40 | .512 | 16.0  | 22–19 | 20–21 | 12–4 | 82 |
| «Лос-Анджелес Лейкерс»      | 35 | 47 | .427 | 23.0  | 20–21 | 15–26 | 6–10 | 82 |
| «Сакраменто Кінґс»          | 27 | 55 | .329 | 31.0  | 14–27 | 13–28 | 5–11 | 82 |
| «Фінікс Санз»               | 21 | 61 | .256 | 37.0  | 10–31 | 11–30 | 4–12 | 82 |

### Підсумкові таблиці за конференціями
| Східна конференція | Східна конференція                | Східна конференція | Східна конференція | Східна конференція | Східна конференція | Східна конференція |
| #                  | Команда                           | В                  | П                  | %П                 | Відст              | І                  |
| ------------------ | --------------------------------- | ------------------ | ------------------ | ------------------ | ------------------ | ------------------ |
| 1                  | c – «Торонто Репторз» *           | 59                 | 23                 | .720               | –                  | 82                 |
| 2                  | x – «Бостон Селтікс»              | 55                 | 27                 | .671               | 4.0                | 82                 |
| 3                  | x – «Філадельфія Севенті-Сіксерс» | 52                 | 30                 | .634               | 7.0                | 82                 |
| 4                  | y – «Клівленд Кавальєрс» *        | 50                 | 32                 | .610               | 9.0                | 82                 |
| 5                  | x – «Індіана Пейсерз»             | 48                 | 34                 | .585               | 11.0               | 82                 |
| 6                  | y – «Маямі Гіт» *                 | 44                 | 38                 | .537               | 15.0               | 82                 |
| 7                  | x – «Мілвокі Бакс»                | 44                 | 38                 | .537               | 15.0               | 82                 |
| 8                  | x – «Вашингтон Візардс»           | 43                 | 39                 | .524               | 16.0               | 82                 |
|                    |                                   |                    |                    |                    |                    |                    |
| 9                  | «Детройт Пістонс»                 | 39                 | 43                 | .476               | 20.0               | 82                 |
| 10                 | «Шарлотт Горнетс»                 | 36                 | 46                 | .439               | 23.0               | 82                 |
| 11                 | «Нью-Йорк Нікс»                   | 29                 | 53                 | .354               | 30.0               | 82                 |
| 12                 | «Бруклін Нетс»                    | 28                 | 54                 | .341               | 31.0               | 82                 |
| 13                 | «Чикаго Буллз»                    | 27                 | 55                 | .329               | 32.0               | 82                 |
| 14                 | «Орландо Меджик»                  | 25                 | 57                 | .305               | 34.0               | 82                 |
| 15                 | «Атланта Гокс»                    | 24                 | 58                 | .293               | 35.0               | 82                 |

| Західна конференція | Західна конференція             | Західна конференція | Західна конференція | Західна конференція | Західна конференція | Західна конференція |
| #                   | Команда                         | В                   | П                   | %П                  | Відст               | І                   |
| ------------------- | ------------------------------- | ------------------- | ------------------- | ------------------- | ------------------- | ------------------- |
| 1                   | z – «Х'юстон Рокетс» *          | 65                  | 17                  | .793                | –                   | 82                  |
| 2                   | y – «Голден-Стейт Ворріорс» *   | 58                  | 24                  | .707                | 7.0                 | 82                  |
| 3                   | y – «Портленд Трейл-Блейзерс» * | 49                  | 33                  | .598                | 16.0                | 82                  |
| 4                   | x – «Оклахома-Сіті Тандер»      | 48                  | 34                  | .585                | 17.0                | 82                  |
| 5                   | x – «Юта Джаз»                  | 48                  | 34                  | .585                | 17.0                | 82                  |
| 6                   | x – «Нью-Орлінс Пеліканс»       | 48                  | 34                  | .585                | 17.0                | 82                  |
| 7                   | x – «Сан-Антоніо Сперс»         | 47                  | 35                  | .573                | 18.0                | 82                  |
| 8                   | x – «Міннесота Тімбервулвз»     | 47                  | 35                  | .573                | 18.0                | 82                  |
|                     |                                 |                     |                     |                     |                     |                     |
| 9                   | «Денвер Наггетс»                | 46                  | 36                  | .561                | 19.0                | 82                  |
| 10                  | «Лос-Анджелес Кліпперс»         | 42                  | 40                  | .512                | 23.0                | 82                  |
| 11                  | «Лос-Анджелес Лейкерс»          | 35                  | 47                  | .427                | 30.0                | 82                  |
| 12                  | «Сакраменто Кінґс»              | 27                  | 55                  | .329                | 38.0                | 82                  |
| 13                  | «Даллас Маверікс»               | 24                  | 58                  | .293                | 41.0                | 82                  |
| 14                  | «Мемфіс Ґріззліс»               | 22                  | 60                  | .268                | 43.0                | 82                  |
| 15                  | «Фінікс Санз»                   | 21                  | 61                  | .256                | 44.0                | 82                  |

Легенда:
- z – Найкраща команда регулярного сезону НБА
- c – Найкраща команда конференції
- y – Переможець дивізіону
- x – Учасник плей-оф
- * — переможці дивізіонів.

## Плей-оф
Переможці пар плей-оф позначені жирним. Цифри перед назвою команди відповідають її позиції у підсумковій турнірній таблиці регулярного сезону конференції. Цифри після назви команди відповідають кількості її перемог у відповідному раунді плей-оф. Курсивом позначені команди, які мали перевагу власного майданчику (принаймні потенційно могли провести більшість ігор серії вдома).
|  | Перший раунд        | Перший раунд            | Перший раунд             |   |                               | Півфінали конференції         | Півфінали конференції | Півфінали конференції |  |    | Фінали конференції    | Фінали конференції | Фінали конференції |  |    | Фінал НБА             | Фінал НБА | Фінал НБА |
|  |                     |                         |                          |   |                               |                               |                       |                       |  |    |                       |                    |                    |  |    |                       |           |           |
|  | E1                  | «Торонто Репторз»*      | 4                        |   |                               |                               |                       |                       |  |    |                       |                    |                    |  |    |                       |           |           |
|  | E8                  | «Вашингтон»             | 2                        |   |                               |                               |                       |                       |  |    |                       |                    |                    |  |    |                       |           |           |
|  | E8                  | «Вашингтон»             | 2                        |   | E1                            | «Торонто Репторз»*            | 0                     |                       |  |    |                       |                    |                    |  |    |                       |           |           |
|  |                     |                         |                          |   | E1                            | «Торонто Репторз»*            | 0                     |                       |  |    |                       |                    |                    |  |    |                       |           |           |
|  |                     | E4                      | «Клівленд Кавальєрс»*    | 4 |                               |                               |                       |                       |  |    |                       |                    |                    |  |    |                       |           |           |
|  | E4                  | E4                      | «Клівленд Кавальєрс»*    | 4 | «Клівленд Кавальєрс»*         | 4                             |                       |                       |  |    |                       |                    |                    |  |    |                       |           |           |
|  | E4                  |                         |                          |   | «Клівленд Кавальєрс»*         | 4                             |                       |                       |  |    |                       |                    |                    |  |    |                       |           |           |
|  | E5                  | «Індіана Пейсерз»       | 3                        |   |                               |                               |                       |                       |  |    |                       |                    |                    |  |    |                       |           |           |
|  | E5                  | «Індіана Пейсерз»       | 3                        |   |                               |                               |                       |                       |  | E4 | «Клівленд Кавальєрс»* | 4                  |                    |  |    |                       |           |           |
|  | Східна конференція  |                         |                          |   |                               |                               |                       |                       |  | E4 | «Клівленд Кавальєрс»* | 4                  |                    |  |    |                       |           |           |
|  |                     | E2                      | «Бостон Селтікс»         | 3 |                               |                               |                       |                       |  |    |                       |                    |                    |  |    |                       |           |           |
|  | E3                  | E2                      | «Бостон Селтікс»         | 3 | «Філадельфія Севенті-Сіксерс» | 4                             |                       |                       |  |    |                       |                    |                    |  |    |                       |           |           |
|  | E3                  |                         |                          |   | «Філадельфія Севенті-Сіксерс» | 4                             |                       |                       |  |    |                       |                    |                    |  |    |                       |           |           |
|  | E6                  | «Маямі Гіт»*            | 1                        |   |                               |                               |                       |                       |  |    |                       |                    |                    |  |    |                       |           |           |
|  | E6                  | «Маямі Гіт»*            | 1                        |   | E3                            | «Філадельфія Севенті-Сіксерс» | 1                     |                       |  |    |                       |                    |                    |  |    |                       |           |           |
|  |                     |                         |                          |   | E3                            | «Філадельфія Севенті-Сіксерс» | 1                     |                       |  |    |                       |                    |                    |  |    |                       |           |           |
|  |                     | E2                      | «Бостон Селтікс»         | 4 |                               |                               |                       |                       |  |    |                       |                    |                    |  |    |                       |           |           |
|  | E2                  | E2                      | «Бостон Селтікс»         | 4 | «Бостон Селтікс»              | 4                             |                       |                       |  |    |                       |                    |                    |  |    |                       |           |           |
|  | E2                  |                         |                          |   | «Бостон Селтікс»              | 4                             |                       |                       |  |    |                       |                    |                    |  |    |                       |           |           |
|  | E7                  | «Мілвокі Бакс»          | 3                        |   |                               |                               |                       |                       |  |    |                       |                    |                    |  |    |                       |           |           |
|  | E7                  | «Мілвокі Бакс»          | 3                        |   |                               |                               |                       |                       |  |    |                       |                    |                    |  | E4 | «Клівленд Кавальєрс»* | 0         |           |
|  |                     |                         |                          |   |                               |                               |                       |                       |  |    |                       |                    |                    |  | E4 | «Клівленд Кавальєрс»* | 0         |           |
|  |                     | W2                      | «Голден-Стейт Ворріорс»* | 4 |                               |                               |                       |                       |  |    |                       |                    |                    |  |    |                       |           |           |
|  | W1                  | W2                      | «Голден-Стейт Ворріорс»* | 4 | «Х'юстон Рокетс»*             | 4                             |                       |                       |  |    |                       |                    |                    |  |    |                       |           |           |
|  | W1                  |                         |                          |   | «Х'юстон Рокетс»*             | 4                             |                       |                       |  |    |                       |                    |                    |  |    |                       |           |           |
|  | W8                  | «Міннесота Тімбервулвз» | 1                        |   |                               |                               |                       |                       |  |    |                       |                    |                    |  |    |                       |           |           |
|  | W8                  | «Міннесота Тімбервулвз» | 1                        |   | W1                            | «Х'юстон Рокетс»*             | 4                     |                       |  |    |                       |                    |                    |  |    |                       |           |           |
|  |                     |                         |                          |   | W1                            | «Х'юстон Рокетс»*             | 4                     |                       |  |    |                       |                    |                    |  |    |                       |           |           |
|  |                     | W5                      | «Юта Джаз»               | 1 |                               |                               |                       |                       |  |    |                       |                    |                    |  |    |                       |           |           |
|  | W4                  | W5                      | «Юта Джаз»               | 1 | «Оклахома-Сіті Тандер»        | 2                             |                       |                       |  |    |                       |                    |                    |  |    |                       |           |           |
|  | W4                  |                         |                          |   | «Оклахома-Сіті Тандер»        | 2                             |                       |                       |  |    |                       |                    |                    |  |    |                       |           |           |
|  | W5                  | «Юта Джаз»              | 4                        |   |                               |                               |                       |                       |  |    |                       |                    |                    |  |    |                       |           |           |
|  | W5                  | «Юта Джаз»              | 4                        |   |                               |                               |                       |                       |  | W1 | «Х'юстон Рокетс»*     | 3                  |                    |  |    |                       |           |           |
|  | Західна конференція |                         |                          |   |                               |                               |                       |                       |  | W1 | «Х'юстон Рокетс»*     | 3                  |                    |  |    |                       |           |           |
|  |                     | W2                      | «Голден-Стейт Ворріорс»* | 4 |                               |                               |                       |                       |  |    |                       |                    |                    |  |    |                       |           |           |
|  | W3                  | W2                      | «Голден-Стейт Ворріорс»* | 4 | «Портленд Трейл-Блейзерс»*    | 0                             |                       |                       |  |    |                       |                    |                    |  |    |                       |           |           |
|  | W3                  |                         |                          |   | «Портленд Трейл-Блейзерс»*    | 0                             |                       |                       |  |    |                       |                    |                    |  |    |                       |           |           |
|  | W6                  | «Нью-Орлінс Пеліканс»   | 4                        |   |                               |                               |                       |                       |  |    |                       |                    |                    |  |    |                       |           |           |
|  | W6                  | «Нью-Орлінс Пеліканс»   | 4                        |   | W6                            | «Нью-Орлінс Пеліканс»         | 1                     |                       |  |    |                       |                    |                    |  |    |                       |           |           |
|  |                     |                         |                          |   | W6                            | «Нью-Орлінс Пеліканс»         | 1                     |                       |  |    |                       |                    |                    |  |    |                       |           |           |
|  |                     | W2                      | «Голден-Стейт Ворріорс»* | 4 |                               |                               |                       |                       |  |    |                       |                    |                    |  |    |                       |           |           |
|  | W2                  | W2                      | «Голден-Стейт Ворріорс»* | 4 | «Голден-Стейт Ворріорс»*      | 4                             |                       |                       |  |    |                       |                    |                    |  |    |                       |           |           |
|  | W2                  |                         |                          |   | «Голден-Стейт Ворріорс»*      | 4                             |                       |                       |  |    |                       |                    |                    |  |    |                       |           |           |
|  | W7                  | «Сан-Антоніо Сперс»     | 1                        |   |                               |                               |                       |                       |  |    |                       |                    |                    |  |    |                       |           |           |

* — переможці дивізіонів.

## Статистика

### Лідери за індивідуальними статистичними показниками
| Показник                    | Гравець           | Команда                 | Результат |
| --------------------------- | ----------------- | ----------------------- | --------- |
| Очки за гру                 | Джеймс Гарден     | «Х'юстон Рокетс»        | 30.4      |
| Підбирання за гру           | Андре Драммонд    | «Детройт Пістонс»       | 16.0      |
| Передачі за гру             | Рассел Вестбрук   | «Оклахома-Сіті Тандер»  | 10.4      |
| Перехоплення за гру         | Віктор Оладіпо    | «Індіана Пейсерз»       | 2.4       |
| Блокування за гру           | Ентоні Девіс      | «Нью-Орлінс Пеліканс»   | 2.6       |
| Втрати за гру               | Демаркус Казінс   | «Нью-Орлінс Пеліканс»   | 5.0       |
| Порушення правил за гру     | Демаркус Казінс   | «Нью-Орлінс Пеліканс»   | 3.8       |
| Хвилини за гру              | Леброн Джеймс     | «Клівленд Кавальєрс»    | 37.3      |
| % влучань з гри             | Клінт Капела      | «Х'юстон Рокетс»        | 65.2%     |
| % влучань штрафних кидків   | Стефен Каррі      | «Голден-Стейт Ворріорс» | 92.2%     |
| % влучань 3-очкових кидків  | Даррен Коллісон   | «Індіана Пейсерз»       | 46.8%     |
| Рейтинг ефективності гравця | Джеймс Гарден     | «Х'юстон Рокетс»        | 29.87     |
| Дабл-дабли                  | Карл-Ентоні Таунс | «Міннесота Тімбервулвз» | 68        |
| Трипл-дабли                 | Рассел Вестбрук   | «Оклахома-Сіті Тандер»  | 25        |

### Рекорди за гру
| Показник        | Гравець       | Команда                 | Результат |
| --------------- | ------------- | ----------------------- | --------- |
| Очки            | Джеймс Гарден | «Х'юстон Рокетс»        | 60        |
| Підбирання      | Двайт Говард  | «Шарлотт Горнетс»       | 30        |
| Передачі        | Раджон Рондо  | «Нью-Орлінс Пеліканс»   | 25        |
| Перехоплення    | Лу Вільямс    | «Лос-Анджелес Кліпперс» | 10        |
| Блокування      | Ентоні Девіс  | «Нью-Орлінс Пеліканс»   | 10        |
| Триочкові кидки | Стефен Каррі  | «Голден-Стейт Ворріорс» | 10        |
| Триочкові кидки | Кемба Вокер   | «Шарлотт Горнетс»       | 10        |

### Команди-лідери за статистичними показниками
| Показник                   | Команда                       | Результат |
| -------------------------- | ----------------------------- | --------- |
| Очки за гру                | «Голден-Стейт Ворріорс»       | 113.5     |
| Підбирання за гру          | «Філадельфія Севенті-Сіксерс» | 47.4      |
| Передачі за гру            | «Голден-Стейт Ворріорс»       | 29.3      |
| Перехоплення за гру        | «Оклахома-Сіті Тандер»        | 9.1       |
| Блокування за гру          | «Голден-Стейт Ворріорс»       | 7.5       |
| Втрати за гру              | «Філадельфія Севенті-Сіксерс» | 15.9      |
| % влучань з гри            | «Голден-Стейт Ворріорс»       | 50.3%     |
| % влучань штрафних кидків  | «Голден-Стейт Ворріорс»       | 81.5%     |
| % влучань 3-очкових кидків | «Голден-Стейт Ворріорс»       | 39.1%     |
| +/−                        | «Х'юстон Рокетс»              | +8.5      |

## Нагороди НБА

### Щорічні нагороди
Офіційне оголошення лауреатів щорічних нагород відбудеться на відповідній церемонії 25 червня 2018 року.
| Нагорода                                                | Лауреат(и) | Фіналіст(и)                                                                                                |
| ------------------------------------------------------- | ---------- | --- |
| Найцінніший гравець                                     |            | Ентоні Девіс («Нью-Орлінс Пеліканс») Джеймс Гарден («Х'юстон Рокетс») Леброн Джеймс («Клівленд Кавальєрс») |
| Найкращий захисний гравець                              |            | Ентоні Девіс («Нью-Орлінс Пеліканс») Джоел Ембід («Філадельфія Севенті-Сіксерс») Руді Гобер («Юта Джаз»)   |
| Новачок року                                            |            | Донован Мітчелл («Юта Джаз») Бен Сіммонс («Філадельфія Севенті-Сіксерс») Джейсон Тейтум («Бостон Селтікс») |
| Найкращий шостий гравець                                |            | Ерік Гордон («Х'юстон Рокетс») Фред ВанВліт («Торонто Репторз») Лу Вільямс («Лос-Анджелес Кліпперс»)       |
| Найбільш прогресуючий гравець                           |            | Клінт Капела («Х'юстон Рокетс») Спенсер Дінвідді («Бруклін Нетс») Віктор Оладіпо («Індіана Пейсерз»)       |
| Тренер року                                             |            | Двейн Кейсі (-) Квін Снайдер («Юта Джаз») Бред Стівенс («Бостон Селтікс»)                                  |
| Менеджер року                                           |            | |
| Приз за спортивну поведінку                             |            | |
| Нагорода Дж. Волтера Кеннеді                            |            | |
| Нагорода найкращому одноклубнику імені Тваймена-Стоукса |            | |
| Нагорода за допомогу громаді                            |            | |

| - Перша збірна всіх зірок: - F Леброн Джеймс, «Клівленд Кавальєрс» - F Кевін Дюрант, «Голден-Стейт Ворріорс» - C Ентоні Девіс, «Нью-Орлінс Пеліканс» - G Джеймс Гарден, «Х'юстон Рокетс» - G Дем'єн Ліллард, «Портленд Трейл-Блейзерс» | - Друга збірна всіх зірок: - F Янніс Адетокумбо, «Мілвокі Бакс» - F Ламаркус Олдрідж, «Сан-Антоніо Сперс» - C Джоел Ембід, «Філадельфія Севенті-Сіксерс» - G Рассел Вестбрук, «Оклахома-Сіті Тандер» - G Демар Дерозан, «Торонто Репторз» | - Третя збірна всіх зірок: - F Джиммі Батлер, «Міннесота Тімбервулвз» - F Пол Джордж, «Оклахома-Сіті Тандер» - C Карл-Ентоні Таунс, «Міннесота Тімбервулвз» - G Стефен Каррі, «Голден-Стейт Ворріорс» - G Віктор Оладіпо, «Індіана Пейсерз» |

| - Перша збірна всіх зірок захисту: - F Роберт Ковінгтон, «Філадельфія Севенті-Сіксерс» - F Ентоні Девіс, «Нью-Орлінс Пеліканс» - C Руді Гобер, «Юта Джаз» - G Віктор Оладіпо, «Індіана Пейсерз» - G Джру Голідей, «Нью-Орлінс Пеліканс» | - Друга збірна всіх зірок захисту: - F Дреймонд Грін, «Голден-Стейт Ворріорс» - F Ел Горфорд, «Бостон Селтікс» - C Джоел Ембід, «Філадельфія Севенті-Сіксерс» - G Джиммі Батлер, «Міннесота Тімбервулвз» - G Дежонте Маррей, «Сан-Антоніо Сперс» |

| - Перша збірна новачків: - Кайл Кузма, «Лос-Анджелес Лейкерс» - Лорі Маркканен, «Чикаго Буллз» - Джейсон Тейтум, «Бостон Селтікс» - Донован Мітчелл, «Юта Джаз» - Бен Сіммонс, «Філадельфія Севенті-Сіксерс» | - Друга збірна новачків: - Джон Коллінз, «Атланта Гокс» - Джош Джексон, «Фінікс Санз» - Денніс Сміт, «Даллас Маверікс» - Лонзо Болл, «Лос-Анджелес Лейкерс» - Богдан Богданович, «Сакраменто Кінґс» |

### Гравець тижня
| Тиждень                 | Східна конференція                                | Західна конференція                               | Прим.         |
| ----------------------- | ------------------------------------------------- | ------------------------------------------------- | ------------- |
| 17–22 жовтня            | Янніс Адетокумбо («Мілвокі Бакс») (1/1)           | Джеймс Гарден («Х'юстон Рокетс») (1/5)            | [ 5 ]         |
| 23–29 жовтня            | Віктор Оладіпо («Індіана Пейсерз») (1/3)          | Демаркус Казінс («Нью-Орлінс Пеліканс») (1/1)     | [ 6 ]         |
| 30 жовтня – 5 листопада | Крістапс Порзінгіс («Нью-Йорк Нікс») (1/1)        | Джеймс Гарден («Х'юстон Рокетс») (2/5)            | [ 7 ]         |
| 6–12 листопада          | Тобіас Гарріс («Детройт Пістонс») (1/1)           | Нікола Йокич («Денвер Наггетс») (1/2)             | [ 8 ]         |
| 13–19 листопада         | Демар Дерозан («Торонто Репторз») (1/5)           | Карл-Ентоні Таунс («Міннесота Тімбервулвз») (1/1) | [ 9 ]         |
| 20–26 листопада         | Горан Драгич («Маямі Гіт») (1/2)                  | Ентоні Девіс («Нью-Орлінс Пеліканс») (1/2)        | [ 10 ] [ 11 ] |
| 27 листопада – 3 грудня | Леброн Джеймс («Клівленд Кавальєрс») (1/4)        | Джеймс Гарден («Х'юстон Рокетс») (3/5)            | [ 12 ] [ 13 ] |
| 4–10 грудня             | Віктор Оладіпо («Індіана Пейсерз») (2/3)          | Кевін Дюрант («Голден-Стейт Ворріорс») (1/1)      | [ 14 ] [ 15 ] |
| 11–17 грудня            | Леброн Джеймс («Клівленд Кавальєрс») (2/4)        | Кріс Пол («Х'юстон Рокетс») (1/1)                 | [ 16 ] [ 17 ] |
| 18–24 грудня            | Демар Дерозан («Торонто Репторз») (2/5)           | Рассел Вестбрук («Оклахома-Сіті Тандер») (1/2)    | [ 18 ] [ 19 ] |
| 25–31 грудня            | Бредлі Біл («Вашингтон Візардс») (1/1)            | Лу Вільямс («Лос-Анджелес Кліпперс») (1/2)        | [ 20 ] [ 21 ] |
| 1–7 січня               | Демар Дерозан («Торонто Репторз») (3/5)           | Стефен Каррі («Голден-Стейт Ворріорс») (1/2)      | [ 22 ] [ 23 ] |
| 8–14 січня              | Горан Драгич («Маямі Гіт») (2/2)                  | Лу Вільямс («Лос-Анджелес Кліпперс») (2/2)        | [ 24 ] [ 25 ] |
| 15–21 січня             | Джоел Ембід («Філадельфія Севенті-Сіксерс») (1/2) | Дем'єн Ліллард («Портленд Трейл-Блейзерс») (1/3)  | [ 26 ] [ 27 ] |
| 22–28 січня             | Кріс Міддлтон («Мілвокі Бакс») (1/1)              | Стефен Каррі («Голден-Стейт Ворріорс») (2/2)      | [ 28 ] [ 29 ] |
| 29 січня – 4 лютого     | Андре Драммонд («Детройт Пістонс») (1/1)          | Джеймс Гарден («Х'юстон Рокетс») (4/5)            | [ 30 ] [ 31 ] |
| 5–11 лютого             | Джоел Ембід («Філадельфія Севенті-Сіксерс») (2/2) | Джеймс Гарден («Х'юстон Рокетс») (5/5)            | [ 32 ] [ 33 ] |
| 26 лютого – 4 березня   | Демар Дерозан («Торонто Репторз») (4/5)           | Ентоні Девіс («Нью-Орлінс Пеліканс») (2/2)        | [ 34 ] [ 35 ] |
| 5–11 березня            | Демар Дерозан («Торонто Репторз») (5/5)           | Дем'єн Ліллард («Портленд Трейл-Блейзерс») (2/3)  | [ 36 ] [ 37 ] |
| 12–18 березня           | Леброн Джеймс («Клівленд Кавальєрс») (3/4)        | Рассел Вестбрук («Оклахома-Сіті Тандер») (2/2)    | [ 38 ] [ 39 ] |
| 19–25 березня           | Леброн Джеймс («Клівленд Кавальєрс») (4/4)        | Ламаркус Олдрідж («Сан-Антоніо Сперс») (1/1)      | [ 40 ] [ 41 ] |
| 26 березня – 1 квітня   | Віктор Оладіпо («Індіана Пейсерз») (3/3)          | Дем'єн Ліллард («Портленд Трейл-Блейзерс») (3/3)  | [ 42 ] [ 43 ] |
| 2–8 квітня              | Бен Сіммонс («Філадельфія Севенті-Сіксерс») (1/1) | Нікола Йокич («Денвер Наггетс») (2/2)             | [ 44 ] [ 45 ] |

### Гравець місяця
| Місяць           | Східна конференція                         | Західна конференція                            | Прим.  |
| ---------------- | ------------------------------------------ | ---------------------------------------------- | ------ |
| жовтень/листопад | Леброн Джеймс («Клівленд Кавальєрс») (1/4) | Джеймс Гарден («Х'юстон Рокетс») (1/1)         | [ 46 ] |
| грудень          | Леброн Джеймс («Клівленд Кавальєрс») (2/4) | Рассел Вестбрук («Оклахома-Сіті Тандер») (1/1) | [ 47 ] |
| січень           | Демар Дерозан («Торонто Репторз») (1/1)    | Стефен Каррі («Голден-Стейт Ворріорс») (1/1)   | [ 48 ] |
| лютий            | Леброн Джеймс («Клівленд Кавальєрс») (3/4) | Ентоні Девіс («Нью-Орлінс Пеліканс») (1/2)     | [ 49 ] |
| березень/квітень | Леброн Джеймс («Клівленд Кавальєрс») (4/4) | Ентоні Девіс («Нью-Орлінс Пеліканс») (2/2)     | [ 50 ] |

### Новачок місяця
| Місяць           | Східна конференція                                | Західна конференція                       | Прим.  |
| ---------------- | ------------------------------------------------- | ----------------------------------------- | ------ |
| жовтень/листопад | Бен Сіммонс («Філадельфія Севенті-Сіксерс») (1/4) | Кайл Кузма («Лос-Анджелес Лейкерс») (1/1) | [ 51 ] |
| грудень          | Джейсон Тейтум («Бостон Селтікс») (1/1)           | Донован Мітчелл («Юта Джаз») (1/4)        | [ 52 ] |
| січень           | Бен Сіммонс («Філадельфія Севенті-Сіксерс») (2/4) | Донован Мітчелл («Юта Джаз») (2/4)        | [ 53 ] |
| лютий            | Бен Сіммонс («Філадельфія Севенті-Сіксерс») (3/4) | Донован Мітчелл («Юта Джаз») (3/4)        | [ 54 ] |
| березень/квітень | Бен Сіммонс («Філадельфія Севенті-Сіксерс») (4/4) | Донован Мітчелл («Юта Джаз») (4/4)        | [ 55 ] |

### Тренер місяця
| Місяць           | Східна конференція                                | Західна конференція                            | Прим.         |
| ---------------- | ------------------------------------------------- | ---------------------------------------------- | ------------- |
| жовтень/листопад | Бред Стівенс («Бостон Селтікс») (1/1)             | Майк Д'Антоні («Х'юстон Рокетс») (1/2)         | [ 56 ]        |
| грудень          | Двейн Кейсі («Торонто Репторз») (1/1)             | Стів Керр («Голден-Стейт Ворріорс») (1/1)      | [ 57 ]        |
| січень           | Ерік Споулстра («Маямі Гіт») (1/1)                | Террі Стоттс («Портленд Трейл-Блейзерс») (1/1) | [ 58 ]        |
| лютий            | Скотт Брукс («Вашингтон Візардс») (1/1)           | Майк Д'Антоні («Х'юстон Рокетс») (2/2)         | [ 59 ] [ 60 ] |
| березень/квітень | Бретт Браун («Філадельфія Севенті-Сіксерс») (1/1) | Квін Снайдер («Юта Джаз») (1/1)                | [ 61 ] [ 62 ] |